# 하지트 사잔
하지트 사잔(영어: Harjit Singh Sajjan)은 캐나다의 국방장관이자 중령으로 전역한 전직 육군장교이다. 1970년 9월 6일 인도에서 태어나, 어렸을 때 펀자브주에서 부모를 따라 캐나다로 이주하였다. 캐나다 육군 브리티시 컬럼비아 연대에 1989년 입대하여, NATO의 보스니아 헤르체고비나 개입에 참전했고 이 중 부상을 당했다. 이후 밴쿠버 경찰국에서 11년간 복무하며 조직폭력범과 마약범죄 소탕에 기여했다. 이후 아프가니스탄 전장에 세 차례 파병돼 작전을 수행했다. 시크교도로서 어렸을 때 세례받았으며, 군 복무 당시 군모 대신 터번을 착용했다. 2015년 10월 2015년 캐나다 연방 선거에서 캐나다 자유당 소속으로 밴쿠버 북부 선거구에 출마하여, 연방 하원 국회의원으로 당선되었고, 2015년 11월 쥐스탱 트뤼도 내각의 초대 국방장관으로 임명되었다.